# Bryson Burroughs
Bryson Burroughs (Hyde Park, 1869 – New York, 1934) è stato un pittore statunitense.

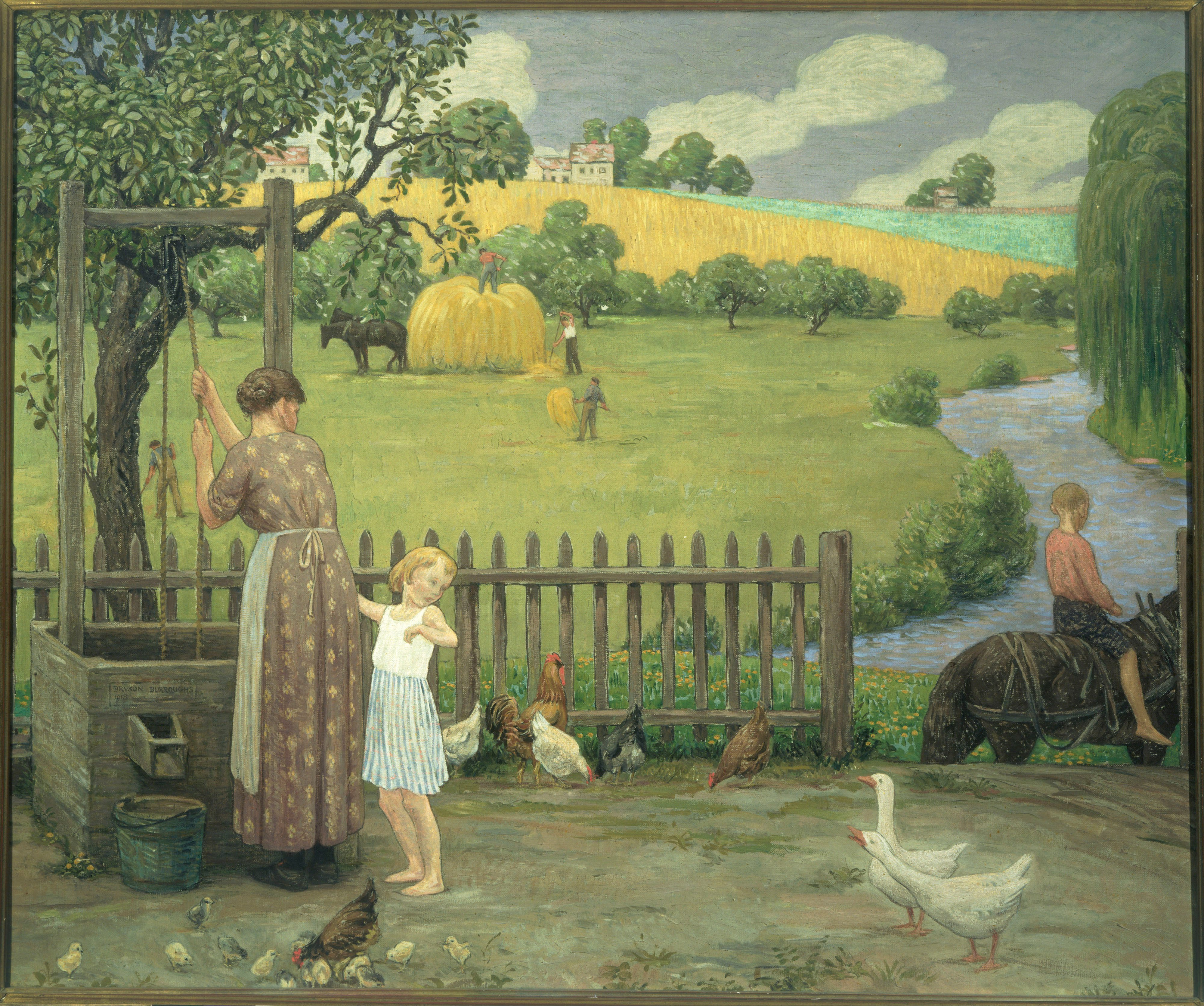
Giugno 1918, olio su tela, 76.5 × 91.8 cm, Phillips Collection, Washington

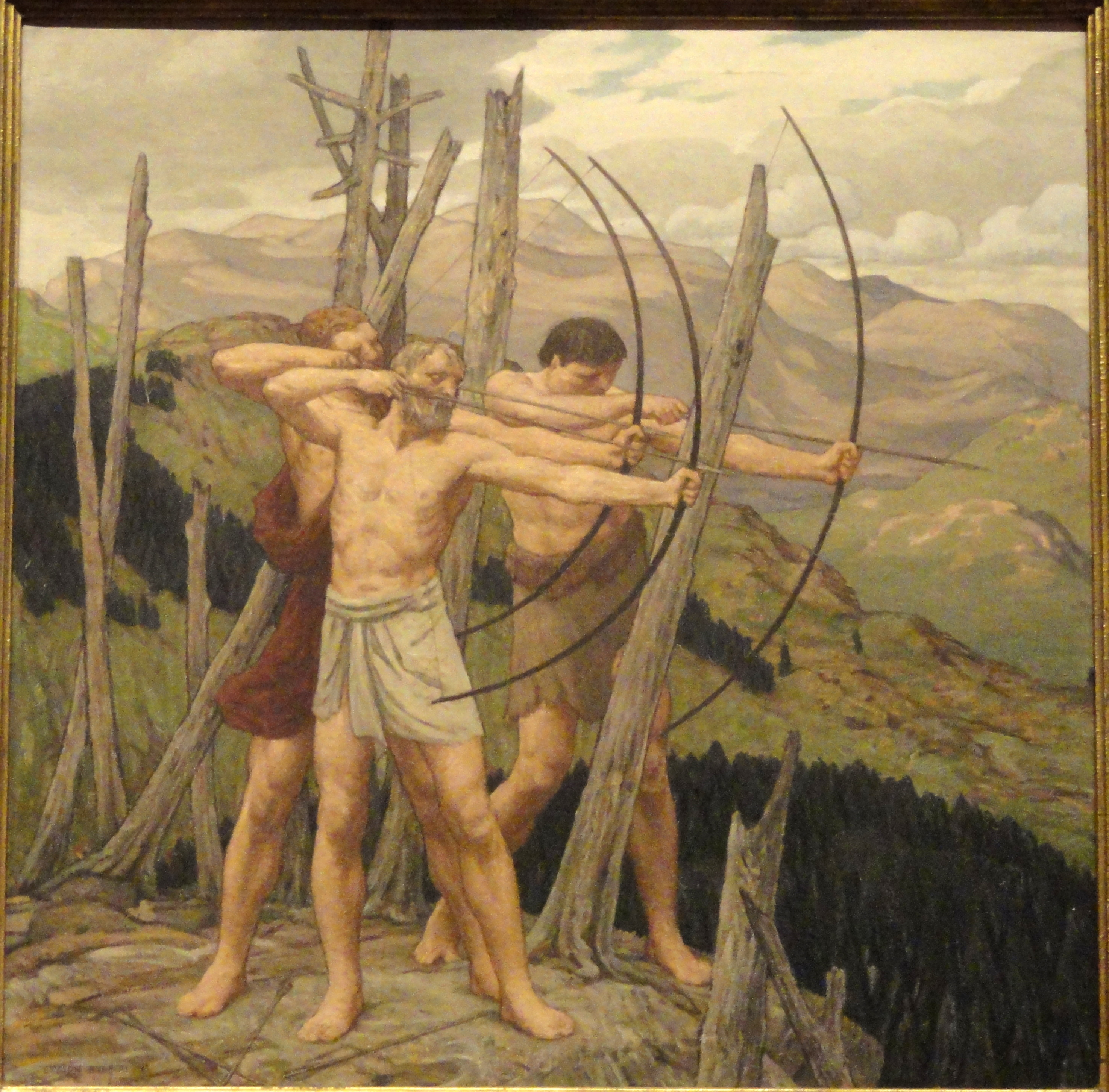
Gli Arceri, 1917, olio su tela, 76.2 x 76.2 cm, Smithsonian American Art Museum

Iniziò la sua carriera come assistente del curatore dei dipinti Roger Fry, il quale nel 1909 gli cedette il posto. Egli acquistò per il museo il dipinto Veduta della tenuta Saint Joseph , è stato il primo dei dipinti di Paul Cézanne ad entrare in una collezione pubblica. Acquistò anche il dittico della Crocifissione e del Giudizio Universale e La mietitura per il Met.

## Biografia
Bryson Burroughs nacque nel 1869 a Hyde Park, nel Massachusetts. In seguito si trasferì in un sobborgo di Boston, cresciuto a Cincinnati, dopo il liceo iniziò a dedicarsi alla pittura, frequentò l'Art Students League di New York e vinse una borsa di studio per studiare nelle accademie di Parigi. Lì lavorò per Luc-Olivier Merson e conobbe il noto pittore Pierre Puvis de Chavannes, dal quale ebbe alcuni consigli riguardo ai propri lavori.
Nel 1895 Burroughs e sua moglie vissero per diversi mesi a Firenze. Nel 1909 divenne il curatore dei dipinti del Metropolitan Museum of Art .

## Vita privata
In Inghilterra nel 1893, Burroughs sposò la scultrice Edith Woodman; rimasero insieme fino alla sua morte nel gennaio 1916.
Sua figlia Betty è stata sposata con il pittore Reginald Marsh dal 1923 al 1933.